# Четиримата конници на Апокалипсиса
Четиримата конници на Апокалипсиса са описани в последната книга от Новия завет в Библията, наречена Откровение на Йоана от Исус Христос в частта 6:1 – 8. В главата се разказва за книга или свитък в Божията дясна ръка, който е подпечатан със седем печата. Божият Агнец, тоест Исус Христос, отваря първите четири от печатите, при което се появяват четири конника: бял, червен, черен и блед. Според Християнската есхатология тези четири конници на Апокалипсиса са предвестници на Страшния съд.

## Четиримата конници

### Белият конник
Обикновено Белият конник е наричан Завоевател, това е защото белият кон обикновено е символ на „влизането“ на владетеля във власт. Той е свързван с победа (в гръцката библия думите произлизат от νικάω, завладявам, побеждавам), той носи лък и корона на победител.
Според някои интерпретации това е самият Исус Христос, според други той е изпратен Светия Дух, а в сравнителното религиознание това е „водещ към правия път“.
Причината да бъде разглеждан като Исус Христос е, че той се появява по-нататък в Откровение 19 на бял кон. Други интерпретации го посочват като знамение и като предвестник, тъй като Агнецът триумфално се появява в Откровение 5, и в този смисъл бива разглеждан като изпратен от Светия Дух.
В сравнителното религиознание той е свързван с битката в Махабхарата и Арджуна, чиято колесница е предвождана от бог Кришна, като самият Арджуна е бил умел стрелец.

### Червеният конник
Той обикновено се възприема като представящ Войната или той започващ началото на война. Червеният конник държи голям меч, изправен нагоре (в хералдиката и във военната история, и символика мечове изправени нагоре и особено изправени кръстосани мечове са символи на война, влизане в сражение /вж напр. Жана д'Арк, нейни изображения от миналото и днес, както и хералдическа символика/, обявяване на война и съответно за кръстосаните мечове – битка). Конникът е червен (πυρρός, от πῦρ, огън), като едновременно червеният цвят обикновено се смята за представящ яростта и гнева, както и в гръцки πῦρ, огън, в български се използва израза включително „боен огън“, тоест „сражение“.

### Черен конник
Черният конник държи двойка везни в ръката си. Макар черният кон (вран кон) обикновено да се свързва със смелост, напор и т.н. в битка, а везните с отсъждане на справедливостта (виж Темида) библейския текст продължава с:
| „ | И чух нещо като глас отсред четирите живи същества, който казваше: Един хиникс пшеница за динар, и три хиникса ечемик за динар; а дървеното масло и виното не повреждай. | “ |

 (в Откровение 6:5 – 6)
което е причина този конник да бъде наричан Глад.

### Блед конник
| „ | И видях, и ето блед кон и името на яздещия на него беше смърт, и адът вървеше подире му; и даде им се власт над четвъртата част от земята да умъртвят с меч, с глад, с мор и със земните зверове. | “ |

Този конник обикновено е наричан Смъртта, като цвят е наричан блед или бледо зелен, и т.н. (гръцката дума е χλωρός, khlōros, от „chlorophyll“ и „chlorine“).

## Интерпретации
Християните често възприемат Четиримата конници като знамение за Голямата скръб, в която мнозина ще умрат. Четиримата конници са първите от печатите, които са серия от наказания. Това е когато Господ ще съди Земята и дава възможност на хората да се покаят, за да бъдат спасени и/или преди да умрат.

## В изкуството
В изкуството конниците често биват изобразявани в група, макар че известният кон на Денвърското летище, смятан за изобразяващ Бледия конник от Апокалипсиса е в самостоятелна скулптура (Луис Жименез, Синият мустанг).